# Citipes
Citipes (що означає «швидконогі») — вимерлий рід динозаврів, відомий із Парку динозаврів пізньої крейди (кампанійського віку) на півдні Альберти, Канада. Він жив приблизно 76,9–75,8 мільйонів років тому. Спеціалізація дзьоба Citipes та інших caenagnathid дозволяє припустити, що вони були травоїдними. Типовий вид C. elegans раніше відносили до родів Chirostenotes, Elmisaurus, Leptorhynchos і Ornithomimus.